# Cyanoporina
Cyanoporina är ett släkte av svampar. Cyanoporina ingår i familjen Pyrenothricaceae, klassen Dothideomycetes, divisionen sporsäcksvampar och riket svampar.
| Cyanoporina | \| \| Cyanoporina granulosa \| \| \| \| |
|             | \| \| Cyanoporina granulosa \| \| \| \| |
|             | Cyanoporina granulosa                   |
|             |                                         |

|  | Cyanoporina granulosa |
|  |                       |